# Sønder Tranders
Sønder Tranders er et kvarter i Aalborg syv kilometer sydøst for Aalborg Centrum. Kvarteret udgør den sydlige del af Aalborg Øst og mod syd er der to kilometer til byen Gistrup.
Sønder Tranders består af den gamle Sønder Tranders landsby ved Sønder Tranders Kirke og nye områder med parcelhuse. Kvarteret er attraktivt bl.a. pga. nærheden til Aalborg Universitet nogle hundrede meter derfra.
I området har der været beboelse i fra yngre bronzealder til ældre germansk jernalder.
Sønder Tranders har tidligere huset kro, købmand og telefoncentral. I krohaven var midt i 1800-tallet et forlystelsesanlæg med bl.a. dansetelt og keglebane. Byens brostensbelagte hovedgade var tidligere en del af hovedvejen mellem Aalborg og Hadsund.